# Anette Norberg
Anette Norberg (Härnösand, 12 november 1966) is een Zweedse voormalig curlingspeelster.

## Biografie
Anette Norberg is een van de meest succesvolle curlingspeelsters in de geschiedenis van de sport. In totaal wist ze zeven Europese titels in de wacht te slepen: in 1988, 2001, 2002, 2003, 2004, 2005 en 2007. Met uitzondering van 1988 was Anette Norberg bij elke gelegenheid skip van dienst. Pas in 2005 werd ze voor het eerst wereldkampioen. Daarna volgden nog twee titels. De grootste successen behaalde Norberg echter tijdens de Olympische Spelen. Zowel in 2006 als in 2010 behaalde ze met haar team de gouden medaille. In 2013 nam ze afscheid van de sport.
1998: Gudereit, McCusker, Betker, Schmirler ·
2002: Martin, Morton, Knox, MacDonald, Rankin ·
2006: Norberg, Lund, Lindahl, Svärd, Bergman ·
2010: Norberg, Lund, Lindahl, Le Moine, Bergström ·
2014: Jones, Lawes, McEwen, Officer, Wall ·
2018: Hasselborg, Knochenhauer, Mabergs, McManus, Wåhlin ·
2022: Muirhead, Wright, Dodds, Duff, Smith